# Знаменка (Єрмекеєвський район)
Зна́менка (рос. Знаменка, башк. Знаменка) — село у складі Єрмекеєвського району Башкортостану, Росія. Входить до складу Восьмимартівської сільської ради.
Населення — 45 осіб (2010; 68 в 2002).
Національний склад:
- росіяни — 65 %